# Pic grenadin
Picus puniceus
Espèce
Statut de conservation UICN

 LC  : Préoccupation mineure
Le Pic grenadin (Picus puniceus) est une espèce d'oiseau de la famille des Picidae, dont l'aire de répartition s'étend sur la Birmanie, la Thaïlande, la Malaisie, Brunéi et l'Indonésie. Il a disparu de Singapour.

## Liste des sous-espèces
- Picus puniceus observandus (Hartert, 1896)
- Picus puniceus puniceus Horsfield, 1821
- Picus puniceus soligae Meyer de Schauensee & Ripley, 1940